# Lajedo do Tabocal
Lajedo do Tabocal est une municipalité brésilienne de l'État de Bahia et la microrégion de Jequié.